# إدوار دلادييه

إدوار دلادييه

إدوار دلادييه (بالفرنسية: Édouard Daladier) سياسي فرنسي (18 يونيو 1884، فانكلوز-10 أكتوبر 1970، باريس). تولى رئاسة الوزارة في فرنسا ثلاث مرات:
- من 31 يناير إلى 26 أكتوبر 1933.
- من 30 يناير إلى 9 فبراير 1934.
- من 10 أبريل 1938 إلى 21 مارس 1940.

رغم توليه منصب رئيس الوزراء ثلاث مرات، إضافة إلى توليه عدة مناصب وزارية منها وزير الحرب والدفاع الوطني (1936-1940)، إلا أنه الكثيرون يتذكرون فترة رئاسته الأخيرة للوزراء، التي حاول فيها مع نظيره البريطاني نيفيل تشامبرلين تقديم تنازلات للزعيم النازي أدولف هتلر تكفل تجنب اندلاع حرب جديدة (كما كانا يتصوران)، وذلك بالتنازل عن أراضي إقليم السوديت من أراضي جمهورية تشيكوسلوفاكيا لصالح ألمانيا النازية في مؤتمر ميونخ في نهاية سبتمبر 1938. لكنهما فوجئا بعد بضعة أشهر (في مارس 1939) بقيام قوات هتلر باحتلال ما تبقى من أراضي تشيكيا، فأدركا أن الحرب لا مفر منها، فقاما بالإعداد لها. وعندما غزا هتلر بولندا في 1 سبتمبر 1939، قامت حكومتا تشامبرلين و دلادييه بإعلان الحرب على ألمانيا بعد يومين. ومع ذلك لم تشن قوات الحلفاء عمليات عسكرية ذات قيمة طوال الفترة المتبقية من حكم دلادييه التي انتهت في مارس 1940 (انظر الحرب الزائفة).

## روابط خارجية
- إدوار دلادييه على موقع الموسوعة البريطانية (الإنجليزية)
- إدوار دلادييه على موقع مونزينجر (الألمانية)
- إدوار دلادييه على موقع إن إن دي بي (الإنجليزية)
- إدوار دلادييه على موقع ديسكوغز (الإنجليزية)